# Archibald Howie

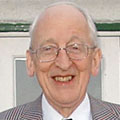
Archibald Howie

Archibald „Archie“ Howie (* 8. März 1934) ist ein britischer Physiker. Er ist bekannt durch seine grundlegenden Arbeiten zur Transmissionselektronenmikroskopie.
Howie besuchte die Kirkcaldy High School und die University of Edinburgh. Er erhielt den Ph.D. von der University of Cambridge, wo er nach und nach eine Festanstellung erhielt. Er war ein Fellow der Churchill College seit ihrer Gründung und bis 2010 Präsident des Senior Combination Room (SCR).
Im Jahre 1965 veröffentlichte er die Arbeit Electron Microscopy of Thin Crystals zusammen mit Peter B. Hirsch, M. J. Whelan, Pashley und Nicholson.
Howie war von 1989 bis 1997 Leiter des Cavendish Laboratory.

## Auszeichnungen
- 1978 Fellow of the Royal Society (gewähltes Mitglied)
- 1988 Hughes-Medaille zusammen mit Michael John Whelan
- 1992 Faraday-Medaille (IOP)
- 1998 Commander des Order of the British Empire
- 1999 Royal Medal
- 2012 Gjønnes Medal in Electron Crystallography zusammen mit Michael John Whelan